# Ghiacciaio Yamen
Il ghiacciaio Yamen (in inglese: Yamen Glacier) è un ghiacciaio lungo circa 10 km e largo 4, situato sulla costa di Zumberge, nella parte occidentale della Terra di Ellsworth, in Antartide. In particolare, il ghiacciaio, il cui punto più alto si trova a circa 1.400 m s.l.m., si trova nella parte settentrionale della dorsale Sentinella, nei Monti Ellsworth. Qui, esso fluisce verso nord-est scorrendo lungo il fianco settentrionale del picco Branishte, sul versante orientale delle cime Gromshin, fino ad unire il proprio flusso a quello del flusso di ghiaccio Rutford.

## Storia
Il ghiacciaio Yamen è stato così battezzato dalla Commissione bulgara per i toponimi antartici in onore del villaggio di Yamen, nella Bulgaria occidentale.